# Infinity Chilli pepper
O Infinity Chili pepper é um híbrido de pimenta do gênero Capsicum chinense, criado na Inglaterra pelo criador de chili Nick Woods, da Fire Foods, Grantham , Lincolnshire.  Por duas semanas em fevereiro de 2011, o Infinity Chili deteve o Guinness World Record como o pimentão mais quente do mundo, com uma classificação na escala Scoville de 1.067.286 unidades de calor Scoville (SHU). Em 1º de março de 2011, foi desalojada pela pimenta "Butch T" do Trinidad Scorpion , que registrou 1.463.700 SHU. 
Woods criou o Infinity Chili cinco anos depois que ele começou a cultivar Chili Peppers para seus molhos quentes. Ele não estava tentando criar uma nova variedade, mas estava cultivando seus pimentões em uma estufa onde o cruzamento entre variedades acontece prontamente. Ele descreveu a primeira tentativa de sua nova pimenta como: "Quando eu tentei, tinha um gosto agradável, como um sabor frutado estranho, o efeito é adiado. Então me atingiu. De repente, senti que queimava no fundo da minha garganta, tão quente que eu não conseguia falar. Comecei a tremer incontrolavelmente, tive que me sentar, me senti fisicamente doente. Eu realmente não recomendaria que alguém comesse cru assim. " 
Um restaurante em Grantham chamado Bindi serviu um curry, chamado "The Widower", feito com 20 pimentões Infinity, alegando ser o curry mais quente do mundo. Mais de trezentas pessoas experimentaram o curry antes que o Dr. Ian Rothwell se tornasse a primeira pessoa a terminar um prato, demorando pouco mais de uma hora, incluindo 10 minutos alucinados devido à corrida da endorfina. 

## Teste
O teste da classificação Scoville do chili foi realizado no Centro de Culturas da Universidade de Warwick em março de 2010. 
Os testes para o Infinity Chili e o Naga Viper , também realizados na Universidade de Warwick, foram fortemente criticados por respeitados pesquisadores de pimenta; O Dr. Dave DeWitt, do Chile Pepper Institute, declarou: "Com um teste, o máximo que você pode mostrar é que uma única pimenta - ou parte de uma única pimenta - tinha essa classificação de calor. Para estabelecer que uma variedade de pimenta é consistentemente o mais quente do mundo, você precisa de mais do que isso. " Até os pesquisadores da Universidade de Warwick ficaram surpresos com as doações de pimenta mais quente do mundo, pois pensavam que seria necessária outra verificação independente e prova de estabilidade da cultivar. Como é possível variar o calor de uma cepa, estressando a planta por meio de várias técnicas, como reter água seletivamente e cinco anos, não é tempo suficiente para criar uma nova cultivar e, principalmente, para não estabilizá-la, os pesquisadores e produtores rejeitaram da pimenta Infinity e da Naga Viper em favor do Trinidad Scorpion . 
Desde a controvérsia com o Infinity Chili e o Naga Viper, que parecem ter sido estressados híbridos instáveis medidos em um pico, e com o crescente número de candidatos a pimenta mais quente, o Guinness World Records exigiu mais verificação dos níveis de calor e de estabilização da cultivar. 